# (30046) 2000 EX24
2000 إي أكس 24 (ويعرف أيضًا باسم (30046) 2000 إي أكس 24 وفق تسمية الكوكب الصغير) (بالإنجليزية: 2000 EX24)‏؛ هو كويكب ضمن حزام الكويكبات.
اكتُشف هذا الجُرم الفلكي بواسطة سبيس واتش في 8 مارس 2000، وترتيبه 30046 من حيث الاكتشاف.

## الوصف
اكتُشف 300462000EX في 8 مارس 2000 في مرصد قمة كت الوطني، الواقع في صحراء سونورا، أريزونا في الولايات المتحدة، بواسطة مشروع سبايس واتش (مشاهد السماء) التابع لجامعة أريزونا. وقد رصد المشروع 1,128 مشاهدة للكويكب إلى غاية 4 مايو 2021 بتوقيت منطقة المحيط الهادئ، أي في مدة قدرها 18,206 يومًا (49.9 عام). تستغرق الفترة المدارية للكويكب 1,330 يومًا (3.6 عام).

## الخصائص المدارية
يتميز مدار هذا الكويكب بنصف محور رئيسي يبلغ 2.36 وحدة فلكية، وحضيض قدره 1.9 وحدة فلكية، وانحراف قدره 0.195 وزاوية ميلان 0.476 درجة بالنسبة لمسار الشمس. بسبب هذه الخصائص، أي نصف المحور الرئيسي بين 2 و3.2 وحدة فلكية وحضيض أكبر من 1,666 وحدة فلكية، يُصنف هذا الجُرم الفلكي وفقًا لقاعدة بيانات مختبر الدفع النفاث لأجرام النظام الشمسي الصغيرة كائنًا من حزام الكويكبات الرئيسي.

## وصلات خارجية
- (30046) 2000 EX24 في قاعدة بيانات مختبر الدفع النفاث لأجرام النظام الشمسي الصغيرة

- الاكتشاف · مخطط المدار ·  العناصر المدارية · المعلمات المادية

- (30046) 2000 EX24 على موقع ويكي سكاي: DSS2, SDSS, GALEX, IRAS, Hydrogen α, X-Ray, Astrophoto, Sky Map, Articles and images